# Parov Stelar
Marcus Füreder, mer känd som Parov Stelar, född 27 november 1974 i Linz, är en österrikisk musiker, som uppträder med sitt band The Parov Stelar Band men också som DJ världen över. 
Den musik som Stelar framförallt är känd för är så kallad elektroswing, en blandning av musik från tidigt 1900-tal och modern elektronisk musik. 

## Diskografi

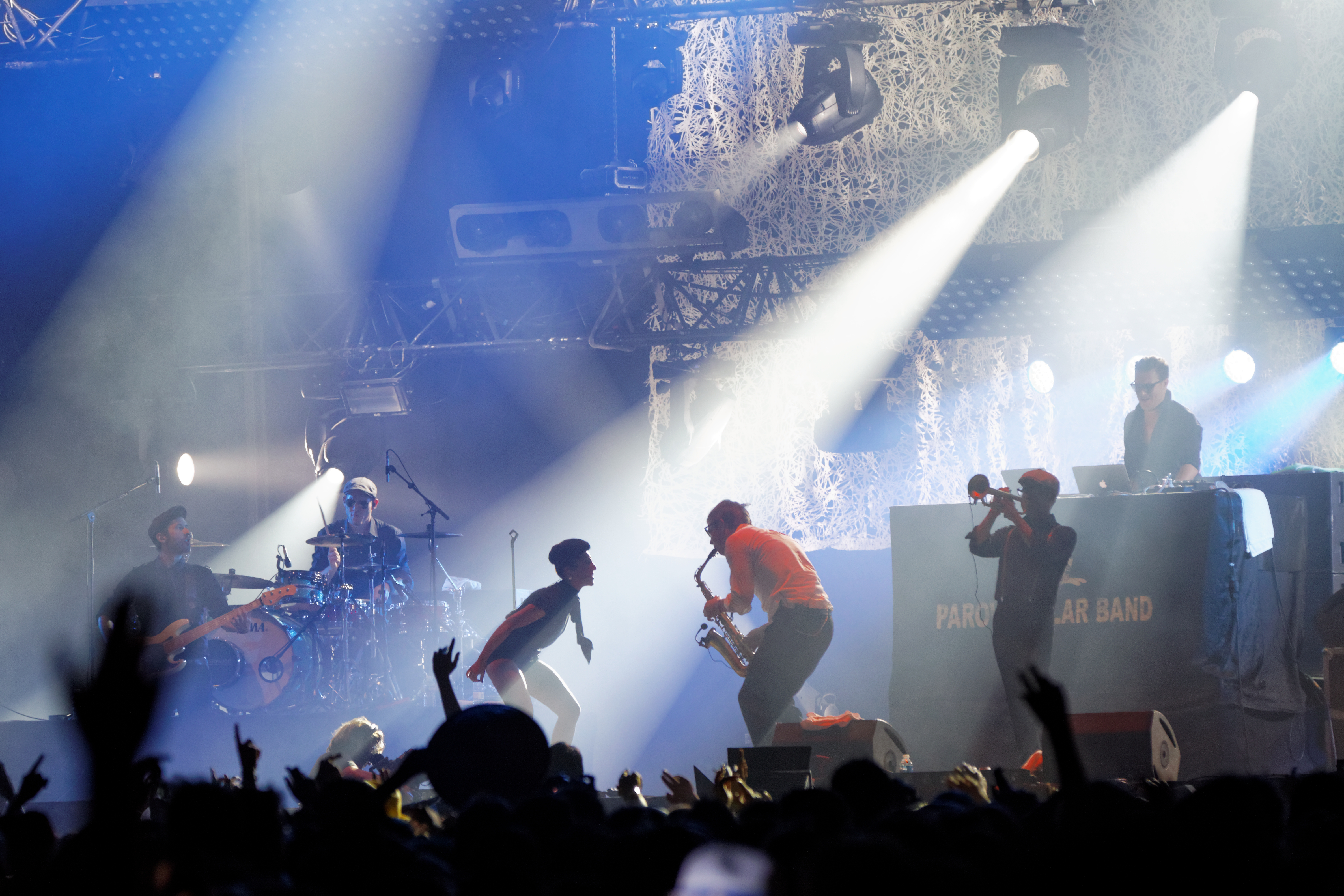
Parov Stelar Band live (Fête de l’Humanité 2012)

### Album
- 2001: Shadow Kingdom LP (2x12" Vinyl & CD, Bushido Recordings, som Plasma)
- 2004: Rough Cuts (CD, Etage Noir Recordings)
- 2005: Seven and Storm (CD, Etage Noir Recordings)
- 2007: Shine (CD, Etage Noir Recordings)
- 2008: Daylight (CD, Rambling Records)
- 2009: That Swing - Best Of (CD, Etage Noir Recordings)
- 2009: Coco (CD, Etage Noir Recordings)
- 2012: The Princess (släppt 19 april) (CD, Etage Noir Recordings)
- 2013: The Invisible Girl (släppt 22 mars) (Parov Stelar Trio, CD, Etage Noir Recordings)
- 2013: The Art Of Sampling (släppt 4 oktober) (CD, Etage Noir Recordings/Island/Universal)

### EP-skivor
- 2001: Shadow Kingdom EP (12" Vinyl, Bushido Recordings, som Plasma)
- 2002: Lo Tech Trash (12" Vinyl, Bushido Recordings, som Marcus Füreder)
- 2004: KissKiss (12" Vinyl, Etage Noir Recordings)
- 2004: Move On! (12" Vinyl, Etage Noir Recordings)
- 2004: Wanna get (12" Vinyl, Etage Noir Recordings)
- 2004: Primavera (12" Vinyl, Auris Recordings)
- 2005: Music I believe in (12" Vinyl, ~Temp Records, som Marcus Füreder)
- 2005: A Night In Torino (12" Vinyl, Etage Noir Recordings)
- 2005: Spygame (12" Vinyl, Etage Noir Recordings)
- 2006: Parov Stelar EP (12" Vinyl, Big Sur)
- 2006: Charleston Butterfly (12" Vinyl, Etage Noir Recordings)
- 2007: Jet Set EP (12" Vinyl, Etage Noir Special)
- 2007: Sugar (12" Vinyl, Etage Noir Recordings)
- 2008: The Flame Of Fame (12" Vinyl, Etage Noir Recordings)
- 2008: Libella Swing (12" Vinyl, Etage Noir Recordings)
- 2009: Coco EP (12" Vinyl, Etage Noir Recordings)
- 2010: The Phantom EP (12" Vinyl, Etage Noir Recordings)
- 2010: The Paris Swingbox EP (Etage Noir Recordings)
- 2011: La Fête EP (12" Vinyl, Etage Noir Recordings)

### Singlar
- 2000: "Synthetica/Stompin' Ground" (12" Vinyl, Bushido Recordings, som Marcus Füreder)
- 2001: "Guerrilla" (12" Vinyl, Bushido Recordings, som Marcus Füreder)
- 2004: "Get Up On Your Feet" (12" Vinyl, Sunshine Enterprises)
- 2005: "Faith" (Maxi-CD, Etage Noir Recordings)
- 2007: "Rock For / Love" (12" Vinyl, Etage Noir Recordings)
- 2007: "Shine" (Maxi-CD, Etage Noir Recordings)
- 2010: "The Phantom"
- 2014: "All Night"
- 2014: "Clap Your Hands"